# Parachironomus turficola
Parachironomus turficola är en tvåvingeart som först beskrevs av Jean-Jacques Kieffer 1927.  Parachironomus turficola ingår i släktet Parachironomus och familjen fjädermyggor. Inga underarter finns listade i Catalogue of Life.